# Kong Le

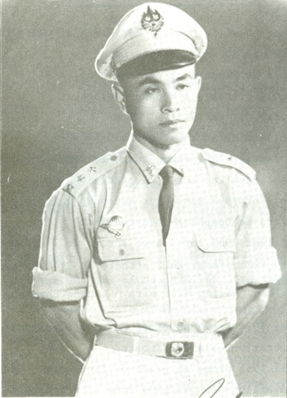
Kong Le, 1954 in Laos

Kong Le (auch Kongl(a)e, laotisch ກອງ ແລ; * 1932, 1933 oder 6. März 1934, vielleicht aber auch mehrere Jahre früher, in Phālan, Provinz Savannakhet, Laos (damals zu Französisch-Indochina); † 17. Januar 2014 in Paris) war ein Fallschirmjäger-Offizier der Königlich-Laotischen Armee. Während des Ersten Laotischen Bürgerkriegs wurde er nach einem von ihm geführten Putsch 1960 Armeechef. Ein Großteil der Armee erkannte ihn aber nicht an und bekämpfte ihn. Von seiner anfangs links-neutralistischen politischen Position und Bereitschaft zur Zusammenarbeit mit den kommunistischen Pathet Lao näherte er sich im Laufe des Zweiten Laotischer Bürgerkriegs ab 1963 den rechts-neutralistischen Kräften an. Ab 1966 war er politisch kaltgestellt und exiliert.

## Lebensweg
Kong Le wurde als Sohn einer armen Familie von Bauern und Holzsammlern in Südlaos geboren. Seine Vorfahren gehörten zum Teil den indigenen Volksgruppen (Lao Theung) an, die von den Lao abschätzig als Kha („Sklaven“) bezeichnet wurden und lange Zeit als minderwertig galten. Diese auch an der dunkleren Hautfarbe erkennbare Herkunft erschwerte ihm seine militärische Karriere. Er war 1,55 m groß.
Kong Le trat zunächst der französischen Kolonialarmee bei und wurde bei der Unabhängigkeit Französisch-Indochinas in die königlich-laotische Armee übernommen. Er kämpfte zwischen 1954 und 1957 gegen die Pathet Lao in Nordlaos und wurde im Rahmen der SEATO-Zusammenarbeit in Thailand und den Philippinen ausgebildet. 1958 wurde er Hauptmann und stellvertretender Kommandant des 2. Fallschirmjäger-Bataillons. Diese Einheit war entgegen entsprechenden Verboten in den Beschlüssen der Indochinakonferenz von 1954 getarnt vom CIA als Elitetruppe ausgebildet worden.

### Putsch 1960
Angewidert von den offensichtlichen Wahlfälschungen 1959 und dem amerikanischen Ränkespiel bei der Regierungsbildung des Reaktionärs Phoumi Nosavan, setzte er sich an die Spitze des 2. Fallschirmjäger-Bataillons, das am 8. August 1960 meuterte. Vordergründig handelte es sich um eine Meuterei wegen des seit zwei Monaten ausstehenden Soldes, es entwickelte sich daraus allerdings ein Staatsstreich. Ab 9. August hatte die Einheit Vientiane und die Verbindungen zwischen der Hauptstadt und der königlichen Residenz in Luang Prabang unter Kontrolle. Kong Le zwang den Premierminister Somsanith Vongkotrattana am 14. August zum Rücktritt und drängte den König, wieder den neutralistischen Prinzen Suvanna Phūmā zu ernennen. Mit den Pathet Lao schloss er Frieden. Verteidigungsminister Phoumi Nosavan, nach Bangkok geflohen, akzeptierte dies nicht und agitierte für einen Gegenschlag. Sein Cousin, der damalige thailändische Ministerpräsident und Feldmarschall Sarit Thanarat unterstützten ihn, ab Anfang Oktober auch die USA. Oberst Kong Le war unter der neutralistischen Regierung formell Armeechef. Eine Mehrheit der Königlich-Laotischen Truppen erkannte ihn jedoch nicht an, sondern folgte Phoumi Nosavan, der zusammen mit Prinz Boun Oum eine Gegenregierung mit Sitz in Savannakhet bildete. Im November 1960 wurde Kong Le Vizepräsident des von Souvanna Phouma gegründeten Comité de Neutralité et d’Unité, das die neutralistischen Parteien vereinte. Auf den Putsch folgten zunächst monatelange Intrigen, bis zur Flucht Suvanna Phūmās am 9. Dezember. Zu dieser Zeit erhielt Kong Le sowjetische Waffenhilfe in Form von vier Haubitzen.
Mit massiver amerikanischer Hilfe machte sich der am 12. Dezember zum Premier ernannte Phoumi Nosavan daran, die Hauptstadt von Kong-Le-loyalen Truppen zu „befreien“ und begann am 13. mit dem Beschießung, die drei Tage andauerte und in deren Folge auch die direkt neben dem Verteidigungsministerium gelegene amerikanische Botschaft schwer getroffen wurde.
Mit rund 500 Mann unter seinem Kommando zog sich Kong Le ab dem 16. Dezember zurück und schwenkte nach Norden in die wirtschaftlich wichtige Region um Xieng Khouang und die umliegende Ebene der Tonkrüge ab. Seine Truppe verbündete sich nun mit den kommunistischen Pathet Lao und Kong Le wurde Vorsitzender des Hohen Gemischten Militärkomitees der beiden Parteien. Zusammen kontrollierten sie die strategisch wichtigen Hauptstraßen 7 und 13. Zu dieser Zeit wurde er von der neu ins Amt gekommenen Kennedy-Regierung als Bedrohung empfunden. Eine von einem Air-America-Spionageflugzeug am 21. Dezember fotografierte sowjetische Maschine diente als Propagandawerkzeug gegen ihn. In den regionalen Rauschgifthandel, zunächst unter der Kontrolle korsischer Gangster mit ihrer „Air Opium,“ später dann von den amerikanisch finanzierten Hmong-Guerilleros um Vang Pao und dominiert vom Verteidigungsminister Ouane Rattikone mischte er sich nicht ein.
Die Beschlüsse der Genfer Laoskonferenz vom Juli 1962 führten zur Errichtung einer „neutralistischen“ Allparteienregierung, brachten dem Land aber wegen der anlaufenden geheimen US-Intervention (secret war) nur kurz Frieden.

### 1962–66
In der 1963 beginnenden Phase des Bürgerkriegs, als es de facto zwei Regierungen gab, zum einen die amerikanisch geförderte „königliche“ Koalition in Vientiane und die der kommunistischen Pathet Lao (PL) in Sam Neua, welche von den Nordvietnamesen unterstützt wurde, wurde Kong Le, inzwischen General, zu einem rechten Neutralisten. Im November 1962 hatten sich seine neutralistischen Truppen gespalten. Oberst Deuan Sounnarath bildete die „Patriotischen Neutralisten“ und lief zum Pathet Lao über. Im Februar 1963 wurde Kong Les rechte Hand, der Oberst Ketsana Vongsouvanh von einem linken Neutralisten ermordet, was die Trennung der beiden Lager endgültig machte. Die ihm persönlich loyalen Truppen blieben um Xiang Khouang, teilweise kooperierten sie nun mit den Hmong. Er erhielt amerikanische Waffenhilfe. Bereits im April 1963 griffen nordvietnamesische Kämpfer diese Stellungen an. Zugleich liefen zahlreiche Einheiten der „regulären“ Armee Phoumi Nosavans zu Kong Le über. Im April 1964 sah er sich aber gezwungen, sich den Rechten anzupassen und seine Einheiten letztendlich wieder in die offizielle Königlich-Laotische Armee einzugliedern. In der Folgezeit gab es mehrfach Verschwörungen und Attentatsversuche seiner rechten Rivalen gegen ihn.
Als General Thao Ma am 22./23. Oktober 1966 versuchte, durch einen Luftangriff auf Vientiane gegen General Kouprasith Abbay zu putschen, befand sich Kong Le zu Verhandlungen mit amerikanischen Agenten in Bangkok. Da man seinen Intentionen misstraute, wurde er dort unter Hausarrest gestellt und seine Verhaftung im Falle einer Rückkehr nach Laos angeordnet.

### Mouvement Revolutionaire de la Resistance du Peuple Lao
Kong Le erhielt in Paris politisches Asyl. Aus diesem Exil leitete er die 1976–79 in Zentrallaos aktive Bewegung Mouvement Revolutionaire de la Resistance du Peuple Lao, welche die eng mit Vietnam verbündete laotische Regierung der ehemaligen Pathet Lao stürzen wollte, aber keinen nennenswerten politischen Einfluss entwickeln konnte. 1980 besuchte er Peking, die chinesische Regierung war zu dieser Zeit mit Vietnam verfeindet. Er soll 1983 eine um 2–3000 Mann starke Truppe im südlichen Yunnan geführt haben, die sich auf eine Invasion Laos’ vorbereitete.
Danach lebte er wieder bis 1988 in Frankreich, wo man seine politischen Aktivitäten nicht mehr gerne sah, danach bis in die 1990er-Jahre als staatenloser illegaler Einwanderer in den USA, die seit 1995 versuchten ihn nach Frankreich abzuschieben, was nach Gerichtsverfahren 1998 gelang. Er starb am 17. Januar 2014 im Hôpital Privé Gériatrique les Magnolias in einem Vorort von Paris.